# John Sandford
John Sandford, et pseudonym for John Roswell Camp (født 23. februar 1944 i Cedar Rapids, Iowa, USA), er en amerikansk journalist og spændingsforfatter.
John Sandford begyndte at skrive i grundskolen. Han dimitterede fra University of Iowa i 1966 efter at have studeret amerikansk historie og erhvervet en masters degree som journalist.
Efter afslutningen af studiet valgte han at melde sig som frivillig til hæren for at undgå at blive indkaldt og blive sendt til Vietnam. I hæren begyndte han sin journalistiske karriere og gjorde blandt andet tjeneste ved de amerikanske styrker i Korea som skribent for hærens lokale avis i dette område.
John Sandford arbejdede senere for adskillige aviser, og toppede sin journalistiske karriere med at vinde Pulitzerprisen i 1986 for en serie historier med den kollektive titel Life on the Land: An American Farm Family.

## Aviser som John Sandford har arbejdet for
- Cape Girardeau S.E. Missourian
- Miami Herald
- St. Paul Pioneer Press
- Fort Worth Star Telegram